# Ludwig Delp
Ludwig Delp (* 25. November 1921 in Darmstadt; † 2. Februar 2010) war ein deutscher Jurist.

## Werdegang
Nach dem Abitur am König-Albert-Gymnasium in Leipzig wurde Delp 1940 zum Kriegsdienst eingezogen und 1945 schwer verwundet. 1946 nahm er an der Universität München ein Studium der Rechtswissenschaften auf und promovierte 1951 mit magna cum laude zum Dr. jur.
In den folgenden Jahrzehnten war er als Rechtsanwalt im Bereich Medien- und Verlagsrecht tätig. Daneben trat er als Gerichtsgutachter und Autor von Fachbüchern in Erscheinung. Ab 1953 war er lange Jahre Herausgeber der vom Luchterhand-Verlag verlegten Loseblattsammlung Das gesamte Recht der Presse, des Buchhandels, des Rundfunks und des Fernsehens. 1993 ernannte ihn die Universität Erlangen-Nürnberg zum Honorarprofessor am Lehrstuhl für Buchwissenschaft.
Über seinen beruflichen Wirkungskreis hinaus war Delp dem deutschen Buchwesen eng verbunden. Er ist Gründer der Stiftung Deutsches Bucharchiv München und der Ludwig-Delp-Stiftung. Als Initiator der Internationalen Buchwissenschaftlichen Gesellschaft unterstützte er die Vernetzung von Wissenschaftlern.
Beerdigt wurde er auf dem Waldfriedhof in Grünwald.

## Ehrungen
- 1988: Verdienstkreuz am Bande der Bundesrepublik Deutschland

## Publikationen (Auswahl)
- Der Verlagsvertrag:Handbuch für die Praxis des Urhebervertragsrechts; mit Vertragsmustern, Erläuterungen und den Gesetzen über das Urheberrecht und das Verlagsrecht sowie sonstigen Regelungen. C. H. Beck, München 2008, ISBN 3-406-54994-2.
- Das gesamte Recht der Publizistik. Rehm (HJR), München (Heidelberg) 1979–2006, ISBN 3-8073-0600-5.
- Kleines Praktikum für Urheber- und Verlagsrecht. C. H. Beck, München 2005, ISBN 3-406-53127-X.
- Das Recht des geistigen Schaffens in der Informationsgesellschaft: Medienrecht, Urheberrecht, Urhebervertragsrecht. C. H. Beck, München 2003, ISBN 3-406-49927-9.
- Buchwissenschaften - Dokumentation und Information. Fünfzig Jahre Deutsches Bucharchiv München. Eine zeitdokumentarische Bestandsaufnahme, In: Buchwissenschaftliche Beiträge aus dem Deutschen Bucharchiv München; 57, Teil der Bibliothek des Börsenvereins des Deutschen Buchhandels e.V. Frankfurt am Main, Harrassowitz, Wiesbaden 1997. ISBN 3-447-03910-8.